# 同致癌物
同致癌物（英語：Co-carcinogen），亦稱作助長物（英語：Promoter），為有助於癌細胞行成之作用者，有些致癌物不直接與DNA發生作用，而是透過不同的途徑而引發惡性腫瘤，這些原發性的致癌含助長癌症形成作用。
- 癌細胞發生主因是DNA改變
- 多數致癌物質能使DNA產生突變
- 約5%的癌症是家族遺傳
- 人類腫瘤細胞DNA含有癌化細胞基因
- 在生活上時常會碰到能引發致癌性的致癌物，而這些致癌物在聯合國轄下的國際癌症研究所（IARC）分為四級：

1. 第一类致癌物(Group 1)：常見的有苯、黃麴毒素、放射性物質、對二氨基聯苯、煤灰、鎘、鎳、戴奧辛、檳榔等。
2. 第二类分(Group 2A) 、(Group 2B)兩類
  1. 2A類致癌物(Group 2A)：常見的有甲醛、多氯聯苯、丁二烯、硫酸二甲酯、苯乙烯、三氯乙烯、四氯乙烯、柴油引擎廢氣等。
  2. 2B類致癌物(Group 2B)：常見的有、四氯化碳、乙醛、鉛、抗愛滋病藥物、DDT 等。
3. 第三类致癌物(Group 3)：常見的有咖啡因、食用色素、異丙醇等。
4. 第四級致癌物(Group 4)：己內醯胺等。